# Паракату (микрорегион)

Паракату на карте.

Паракату (порт. Microrregião de Paracatu) — микрорегион в Бразилии, входит в штат Минас-Жерайс. Составная часть мезорегиона Северо-запад штата Минас-Жерайс. Население составляет 217 618 человек (на 2010 год). Площадь — 35 008,329	 км². Плотность населения — 	6,22	 чел./км².

## Демография
Согласно сведениям, собранным в ходе переписи 2010 г. Национальным институтом географии и статистики (IBGE), население микрорегиона составляет:						
| Полное население                             | Полное население                             | Полное население                             | Полное население                             | 217 618 |
| -------------------------------------------- | -------------------------------------------- | -------------------------------------------- | -------------------------------------------- | ------- |
| в том числе:                                 | Городское население                          | 176 387                                      | Процент городского населения, %              | 81,05   |
|                                              | Сельское население                           | 41 231                                       | Процент сельского населения, %               | 18,95   |
|                                              | Мужское население                            | 110 668                                      | Процент мужского населения, %                | 50,85   |
|                                              | Женское население                            | 106 950                                      | Процент женского населения, %                | 49,15   |
| Плотность населения, чел/км²                 | Плотность населения, чел/км²                 | Плотность населения, чел/км²                 | Плотность населения, чел/км²                 | 6,22    |
| Население микрорегиона в % к населению штата | Население микрорегиона в % к населению штата | Население микрорегиона в % к населению штата | Население микрорегиона в % к населению штата | 1,11    |

## Статистика
- Валовой внутренний продукт на 2003 год составляет 1 398 397 082,00 реалов (данные: Бразильский институт географии и статистики).
- Валовой внутренний продукт на душу населения на 2003 год составляет 6847,58 реалов (данные: Бразильский институт географии и статистики).
- Индекс развития человеческого потенциала на 2000 год составляет 0,749 (данные: Программа развития ООН).

## Состав микрорегиона
В составе микрорегиона включены следующие муниципалитеты:
1. Бразиландия-ди-Минас
2. Гуарда-Мор
3. Жуан-Пиньейру
4. Лагамар
5. Лагоа-Гранди
6. Паракату
7. Президенти-Олегариу
8. Сан-Гонсалу-ду-Абаэте
9. Варжан-ди-Минас
10. Вазанти